# Cuivres débridés, à la rencontre du swing

Cuivres débridés, à la rencontre du Swing (Bewogen koper) est un film documentaire néerlandais réalisé par Johan van der Keuken en 1993.

## Synopsis
Le documentaire montre la pratique de fanfares du Népal, en Indonésie, au Surinam et au Ghana. 

## Fiche technique
- Titre original : Bewogen koper
- Réalisation : Johan van der Keuken
- Durée : 106 minutes[2]
- Date de sortie : 1993

## Commentaires
Le réalisateur Johan van der Keuken a voulu « capter les mutations étranges que les cultures locales ont exercé sur les flonflons des bonnes vieilles fanfares coloniales ».